# Forces armées indiennes
« Armée de l'Inde » redirige ici.  Pour l'armée du régime colonial, voir Armée de l'Inde (Raj britannique).
Les Forces armées indiennes (भारतीय थलसेना, Bhāratīya Thalsēnā; en anglais, Indian Army) sont composées d’une force terrestre, d’une force aérienne, d’une marine, d’une unité de garde-côtes, d’une composante paramilitaire (gardes-côtes, police paramilitaire et gardes-frontières) et du commandement des forces stratégiques. En 2024, les effectifs totaux sont de 4 100 000 combattants, bien que l’armée indienne fasse appel à des volontaires et n’ait jamais utilisé la conscription (même pendant les guerres indo-pakistanaises). L’armée indienne compte 1 400 000 membres actifs, 1 100 000 réservistes, et 1 600 000 membres des forces paramilitaires. Le siège de l’état-major se situe à New Delhi. 
Son budget de la Défense est dans les années 2000 en augmentation constante et pour l'année fiscale 2009/2010, avec une hausse de 23,7 %, il atteint 28,9 milliards de dollars américains. En 2011, Le budget militaire de l'Inde a diminué de 3,9 %, ou 1,9 milliard de dollars en termes réels, avec une forte inflation annulant une augmentation nominale. Avec les variations du taux de change de la roupie, le budget passe de 42,1 milliards de dollars pour l'année 2015/2016 à 37,2 milliards de dollars pour l'année 2016/2017, soit à peu près 1,4% du PIB.
En 2008, elle fournit le troisième contingent mondial (en nombre d’hommes) aux opérations de maintien de la paix de l’ONU.

## Histoire

### Sous colonisation britannique
Lors de la Première Guerre mondiale 1914-1918, l'Angleterre confia à son armée des Indes commandée par Horatio Herbert Kitchener le débarquement en France pour combattre aux côtés de leurs alliés, notamment en Flandres en 1915. Les troupes débarquent à Marseille à partir du 26 septembre 1914. Elles sont d'abord envoyées en train à Orléans (via Toulouse) dès le 30 septembre, pour recevoir un entraînement militaire de quelques semaines au camp de Cercottes. C'est fin octobre qu'elles sont envoyées sur le front Nord, sur un secteur s'étendant de Fauquissat à Givenchy-lès-la-Bassée.
Elle était divisée en plusieurs forces :
La Force A a été intégrée au Corps expéditionnaire britannique. Elle était constituée des troupes venant des Indes intégrées au C.E.B, qui arrivèrent le 30 septembre 1914 à Marseille. Elle était formée de quatre divisions qui furent regroupées en un Corps d'armée indienne à deux divisions d'infanterie et un Corps de cavalerie indienne aussi à deux divisions. Elles étaient commandées par James Willcocks. Le corps de Lahore fut en tête lors de la Bataille de La Bassée. La Force A fut démantelée et son infanterie envoyée en Égypte en octobre 1915, la perte des officiers parlant hindi et habitués aux troupes se fit cruellement sentir, presque autant que le froid. La Force A qui n'avait pas d'artillerie régimentaire, manquait d'entraînement sur le matériel moderne.
Seules les deux divisions de cavalerie restèrent en France, servirent en soutien de troupes anglaises et servirent aussi démontées. Elles furent retirées en mars 1918 pour aller aussi en Égypte.
Plus de 130 000 Indiens servirent en France et en Belgique, plus de 9 000 y laissèrent la vie.
La Force aérienne indienne a été créé dès 1932 et assure la surveillance aérienne du Raj britannique grâce à une unité de cinq pilotes indiens et un officier de la RAF aux commandes de quatre biplans Wapiti. Durant la Seconde Guerre mondiale, l’Indian Army parviendra à arrêter l’avance des japonais en Birmanie.

### Depuis l’indépendance
En 1947, l’indépendance de l’Inde entraîne le premier conflit indo-pakistanais et la création d'une force terrestre indienne. La marine indienne est issue de la Compagnie anglaise des Indes orientales et ne fut créé qu’en 1950 à l’occasion de la proclamation de république indienne. La première intervention de la marine est la libération de Goa en 1961. Lors d'intervention dans des troubles intérieurs, elle peut bénéficier de l'Armed Forces (Special Powers) Act.
Les principaux engagements de l’armée indienne depuis 1947 incluent :
- les guerres indo-pakistanaises,
- la guerre sino-indienne,
- l'Insurrection au Jammu-et-Cachemire,
- l'opération Polo pour l'annexion de la Principauté d'Hyderabad,
- la Force indienne de maintien de la paix au Sri Lanka.

## Organisation

### Force terrestre
La Force terrestre indienne est composée de 1 100 000 hommes (pour autant de réservistes). Elle est divisée en 6 commandements tactiques et un commandement d'entraînement. Avec près de 360 régiments d'infanterie, 200 régiments d'artillerie, 63 régiments de chars de bataille et 7 bataillons aériens, l'Inde dispose de la deuxième armée de terre du monde[Quand ?]. 
Elle utilise plus de 600 chars T-90 (et a commencé la production de 1 000[Quand ?] autres T-90), elle dispose également de 1 900 T-72 et d'environ 1 500 BMP-2. L'aviation de l'armée de terre dispose [Quand ?] de 180 Alouette II et Alouette III qui seront remplacées par des HAL Dhruv.

### Force aérienne

Cocarde de la force aérienne Indienne

La Force aérienne indienne est la quatrième du monde avec 170 000 personnes et près de 600 avions de combat (en 2006). 
Elle est divisée en sept commandements (couvrant 5 régions géographiques Indiennes et deux commandements pour la maintenance et l’entrainement) et plus de 80 escadrons. Elle possède près de 60 bases dont une au Tadjikistan.
Les aéronefs de la Force aérienne indienne sont principalement russes, aussi bien pour les avions de combat (MiG-21, MiG-27 et MiG-29) que pour le transport (An-32 et Il-76). On peut toutefois noter l’utilisation de matériel français (Mirage 2000, Rafale, Jaguar et Alouette III). 
À l’horizon 2012-2015, une génération d’aéronefs indiens (HAL Tejas, HAL LCH et T-50 (PAK-FA) doit remplacer les aéronefs vieillissants.

### Marine

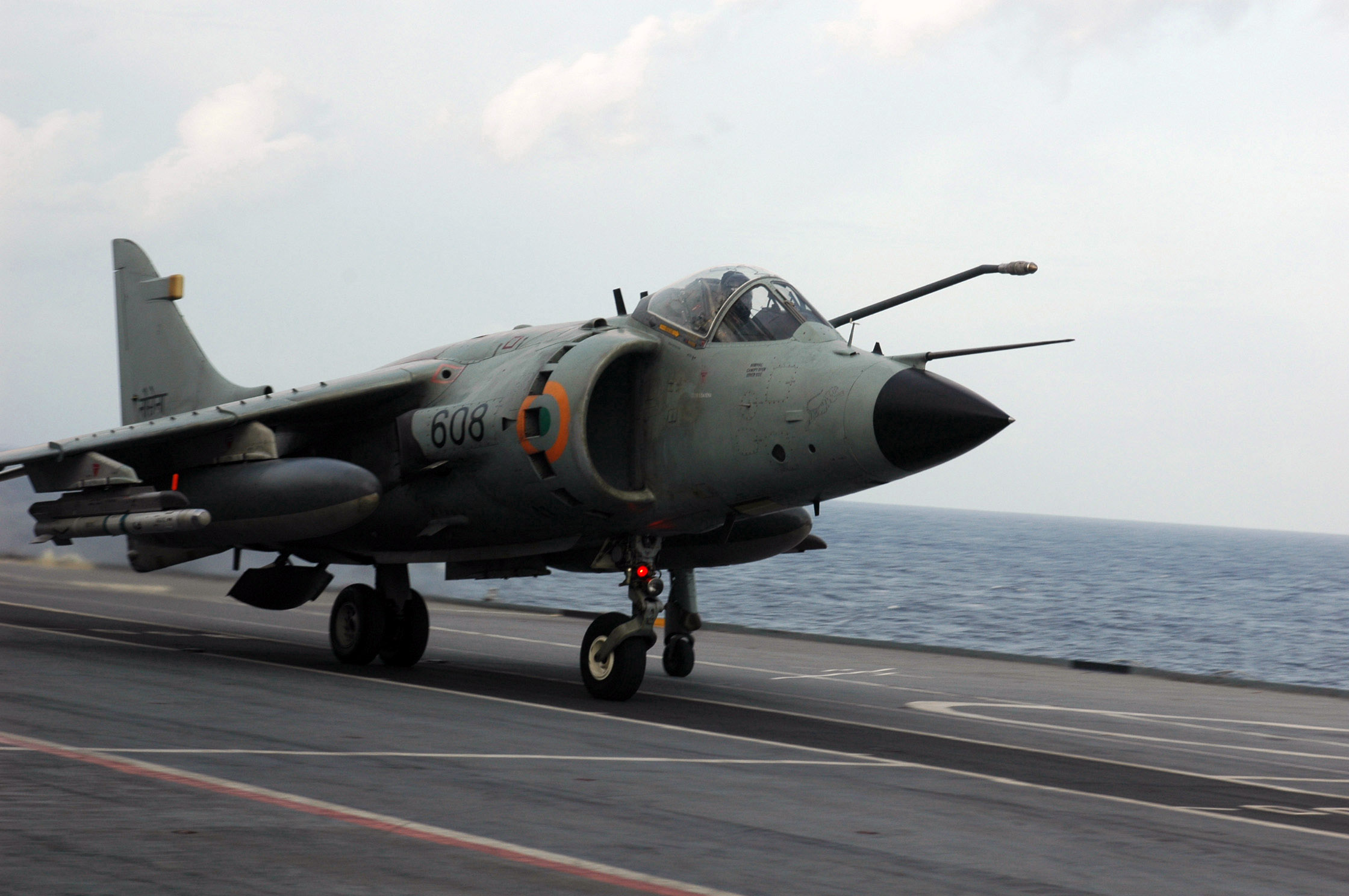
Sea Harrier indien sur le INS Viraat.

La marine indienne est composée de 55 000 marins parmi lesquels 5 000 membres de l’aviation navale et 2 000 commandos de Marine (MACROS). Avec plus de 155 navires répartis sur 3 bases métropolitaines, la marine indienne est la quatrième marine du monde. Elle s’est constituée par la construction des navires les plus simples (chasseurs de mines, destroyers et frégates) et en rachetant les navires plus complexes aux marines étrangères comme le porte-aéronefs INS Vikramaditya, le bâtiment de débarquement INS Jalashva (en), ou les frégates Talwar. Elle possède également une quinzaine de sous-marin diésel, qui vont être remplacés par 6 Scorpène et 6 sous-marin type 214.
L’aéronavale indienne s’appuie sur des Sea Harrier et des Sea King à partir du porte-aéronefs INS Vikramaditya entré en service en novembre 2013 et du bâtiment de débarquement INS Jalashva (en).
La Marine indienne a lancé un vaste programme de modernisation de sa flotte qui a entraîné la construction en Inde de trois nouveaux bâtiments de débarquement INS Shardul, INS Kesari et INS Airavat (en), et prévoit en 2019 l’arrivée d'un second porte-aéronefs, le INS Vikrant construit en Inde. Ce programme prévoit en outre la construction de 6 SNLE et la location d’un SNA de classe Akula à la Russie.

### Commandement des forces stratégiques
Ce commandement regroupe la force nucléaire indienne. Depuis 1974, l’Inde possède l’arme atomique mais a immédiatement renoncé à son utilisation déclarant que son essai nucléaire avait un but pacifique. En réalité, les recherches se poursuivirent au moins jusqu’en 1998. L’estimation de l’arsenal nucléaire indien est difficile, on l’évalue entre 50 et 90 têtes nucléaires au plutonium et un nombre inconnu de têtes nucléaires à l’uranium. L’Inde n’est pas signataire du traité de non prolifération des armes nucléaires (TNP) et entreprit une série de cinq essais nucléaires en 1998 qui entraîna des sanctions américaines.
Les charges nucléaires indiennes peuvent être déployées à l’aide de missiles courte portée (Prithvi 150 km) et de missiles à moyenne portée (Agni 1 500 km). Un programme de missille balistique (Surya) est en cours pour équiper les SNLE de la marine indienne de classe Arihant.
Un programme de défense antimissile balistique indien est en cours depuis les années 2000.